# Аэроскрафт
Аэроскрафт (англ. Aeroscraft) — новый вид дирижабля, разработанный американской компанией «Worldwide Aeros Corp». На средства выделенные военным ведомством компания спроектировала и построила образец (в масштабе 1:2) под названием Dragon Dream для демонстрации технологии, но полетов он не выполнял и был разрушен при обрушении крыши ангара.
Аэроскрафт сочетает в себе технические возможности вертолёта, турбовинтового самолёта и дирижабля.

## Ожидаемые технические данные
- длина — 64 м;
- ширина — 32 м;
- высота — 16 м;
- вес — 400 т;
- вместимость салона — 180 человек;
- скорость — до 222 км/ч;
- высота полёта — 4000 м;
- максимальное расстояние — 9,7 тыс. км (6 тыс. миль).